# Пиастр
Пиа́стр (от итал. piastra d'argento — плитка серебра) — принятое в Европе название испанской и испано-американской серебряной монеты «песо» (исп. peso), равной восьми реалам; отсюда другое испанское название peso de ocho и его англоязычное наименование piece of eight — восьмери́к.

## Названия
Обиходное английское название одной из разновидностей монеты — пиастр с колоннами, столбовой доллар (англ. Pillar Dollar), которое происходит от изображённых на монете Геркулесовых столпов. На Востоке монета называлась также колонато или колоннато.
Монета могла быть разделена на восемь (англ. bit) или четыре части (англ. quarter). Отсюда произошли американские названия мелкой разменной 25-центовой монеты — «quarter» (четвертак) и «two bits» (два кусочка).

## История
Пиастр вплоть до XIX века играл роль торговой монеты, соперничая в Леванте с лёвендальдером и талером Марии-Терезии. В Пруссии при короле Фридрихе II (1740—1786) для торговли со странами Юго-Восточной Азии чеканили пиастры Королевской прусской азиатской компании. Дания в 1624 году выпустила пиастры с изображением датского герба, а в 1771—1777 годах — с гербами Дании и Норвегии, помещёнными между Геркулесовыми столпами.
Пиастрами назывались денежные единицы ряда итальянских государств: тосканский пиастр, неаполитанский пиастр, сицилийский пиастр, пиастр Королевства Обеих Сицилий, пиастр Папской области и др.
В 1687 году османский султан Сулейман II начал выпуск серебряной монеты куруш, равной 40 пара, называвшейся также «турецким пиастром». Чеканившаяся в 1780—1782 годах крымским ханом Шахин Гераем серебряная монета в 40 пара называлась «крымским пиастром».
В 1879—1955 годах пиастр был разменной денежной единицей Кипра, равной 1⁄180 кипрского фунта.
В 1878—1886 годах для французской колонии Кохинхина выпускался кохинхинский пиастр, заменённый затем индокитайским пиастром, ставшим денежной единицей всего Французского Индокитая.
Во франкоязычных регионах Америки пиастром назывались серебряные монеты в мексиканских песо и другие им соответствующие монеты (доллар США, британские 5 шиллингов, позже — и канадский доллар). Номинал выпускавшихся во время Англо-американской войны 1812 года бумажных «армейских биллей» указывался в трёх единицах: долларах, пиастрах и шиллингах (доллар = пиастр = 5 шиллингов). Пиастры упоминаются в ст. 21 не действующей ныне редакции французского текста канадского Конституционного закона 1867 года. Номинал выпускавшихся в XIX—начале XX века банкнот некоторых канадских и луизианских банков (Banque d’Hochelsga, Banque Jacques Cartier, Banque Nationale и др.) указывался на двух языках: на английском — в долларах, на французском — в пиастрах.
В начале XX века в пиастрах (на французском языке) указывался номинал выпускавшихся в Китае банкнот французских и бельгийских банков (Banque Belge pour l’Etranger, Sino-Belgian Bank, Banque de l’Indochine), одновременно с указанием номинала на английском — в долларах (dollar) и китайском — в юанях (圓).

## Современность
В настоящее время пиастром называются разменные денежные единицы, составляющие 1/100 египетского фунта, иорданского динара, ливанского фунта, сирийского фунта, суданского фунта и южносуданского фунта.

## Галерея
- Тосканский пиастр 1678 года
- Неаполитанский пиастр 1791 года
- Пиастр Королевства Обеих Сицилий (120 грано) 1859 года
- Индокитайский пиастр 1885 года
- 10 египетских пиастров 1964 года
- 10 иорданских пиастров 2000 года
- 10 ливанских пиастров 1955 года